# 夏井いつき
夏井 いつき（なつい いつき、1957年〈昭和32年〉5月13日 - ）は、日本の俳人・エッセイスト。本名は加根伊月（かね いつき）。帝塚山学院大学リベラル・アーツ学部客員教授。
愛媛県南宇和郡内海村（現・愛南町）の出身で、同県松山市に在住。現夫は、CM・映像プロデューサーの加根光夫（兼光）（詳細後述）。

## 経歴
愛媛県立宇和島東高等学校普通科を経て、京都女子大学文学部国文科を卒業後の1980年 (昭和55年)に、国語科教諭として松山市立余土中学校へ赴任。1982年に御荘町立御荘中学校へ転任した。
教師時代から、仕事と家庭を両立させながら、唯一の趣味として独学で俳句を嗜んでいた。1988年 (昭和63年)に、教職を辞したうえで俳人に転身。黒田杏子に師事しながら、自宅のある松山を拠点に、俳句を本格的に手掛け始めた。
1997年（平成9年）には、俳句集団「いつき組」を結成するとともに、「組長」に就任。全国の小中学高校生を対象としたカリキュラムの一環として「句会ライブ」という俳句教室を開催している。
2008年からは、パイオニアの音を使って遊ぶ楽しさを伝えるWebサイト、’Sound Lab.’にて、お題の音を聴いて俳句を作り投稿する『音俳句』のコーナーの選者を務めていた。このサイトは、同年に開催された第2回企業ウェブ・グランプリにて、最優秀賞であるベストグランプリを受賞した。
2013年（平成25年）からは、『プレバト!!』（毎日放送制作・TBS系列全国ネットのバラエティ番組）内の企画「才能査定ランキング」で、俳句部門の査定を担当。事前に提示した1枚の写真を基に、著名人のゲストが作成した俳句を、容赦のない毒舌で評価・添削する姿が人気を博している。
2014年（平成26年）には俳人としての活動の窓口として「株式会社夏井&カンパニー」を設立。取締役に就任（代表取締役は夫の加根光夫）。
2015年（平成27年）には、「俳都松山宣言」を全国に発信する俳都松山大使に就任。正岡子規後100年の俳句の現在から、さらに俳句の未来に向かった活動を展開すべく、「100年俳句計画」を提唱している。
2018年（平成30年）には、「『プレバト!!』へのレギュラー出演によって全国的な俳句ブームを牽引した」との理由で、第44回（2017年度）の放送文化基金賞を個人・グループ部門で受賞。6月3日からは、「伊月庵（いげつあん）」という句会場を、松山市の道後温泉近くに開いている。
2018年12月31日には、『第69回NHK紅白歌合戦』（総合テレビ・ラジオ第一）に、ゲスト審査員の1人として出演した。俳人が『NHK紅白歌合戦』の審査員に起用される事例は、 第23回（1972年：昭和47年）の中村汀女以来46年振りである。
2021年（令和3年）には、春陽堂書店が主催する第四回種田山頭火賞を受賞した。

## 俳人としての作風・活動
中学校の国語教諭時代に懇親会の幹事を任された際に、自作の句を書いた紙を会場のテーブルへ置くことによって、出席者の座席を決めていた。そのことがきっかけで購入した歳時記に掲載の季語に感銘を受けたことから、作句へ真剣に取り組むようになったという。
俳人としての活動に専念してからは、「感じたままを表現する」という自由な句作をモットーに掲げる一方で、季語と五七五の定型を守る「有季定型」に則った句作も重視している。前述した「句会ライブ」の開催や、東京メディアシティで収録する『プレバト!!』への出演以外にも、「俳句の種まき活動」と称して精力的に活動。吟行会、故郷・内海（愛媛県愛南町）でのイベント「トレッキング・ザ・空海」、松山市で毎年開催される俳句甲子園へ参画しているほか、松山市による「松山市俳句ポスト365」の選者、地元紙の愛媛新聞で「集まれ俳句キッズ」というコーナーを担当している。
さらに、月刊俳句マガジン「いつき組」を発行。携帯電話のiモードサイトで毎日更新される「俳句の缶づめ」に携わるなど、活躍の場を広げている。2015年（平成27年）に歌手のマユミーヌが発表したCDブック「俳句ソングス 横尾嘉信 編」には、夏井が詠んだ句にクリエイティブディレクターの横尾がメロディーを付けた楽曲「密会」を収録。夏井自身も、作詞者として名を連ねている。また、同年11月19日に開館したNIFREL（大阪府吹田市の水族館）では、「生き物たちの一番面白い特徴や特性を知るための謎かけ」として「生きもの五七五」（水槽などで飼育する生物の特徴や性格を俳句で表現した種名版）の監修を担当。同館がオープン1周年を迎えた2016年（平成28年）には、予約抽選制の「句会ライブ」を館内で開いたり、俳句の選者として月に1回出演している『NHK俳句』（NHK Eテレ）に初代館長・小畑洋をゲストに招いたりしている。
自宅のある松山市を中心に活動している関係で、東京での仕事（『プレバト!!』の収録など）がある場合には、松山との間を飛行機で往復。夏井自身は、同番組への出演を「『俳句の種まき運動』の一環」とみなしながらも、「（俳句への）注目度が急に高まったのは、『プレバト!!』以外の何ものでもない。（俳句に対する）敷居やハードルを、ブルドーザーでガーッと（一気に崩された感じがする）」と語っている。
『プレバト!!』で査定を担当する「俳句の才能査定ランキング」では、おおむね厳しい口調で俳句の添削・評価ポイントを発表するため、番組内のナレーションや番組表の紹介文では夏井を「毒舌先生」と称することが多い。夏井によれば、「下手な俳句が目の前に出てくると、（推理小説における）シャーロック・ホームズのように、『作者は何を言いたくてこの句を詠んだのか』と推理しなくてはならない。逆に、良い俳句に出会うと、（自分の）血がきれいになったような気になる」という。なお、2014年（平成26年）には、同企画から派生した書籍として『超辛口先生の赤ペン俳句教室』を朝日出版社から刊行。翌2015年（平成27年）11月末までの1年間で累計発売部数が5万部を突破するなど、俳句関連の書籍では異例のベストセラーになった。なお、『プレバト!!』では、作者名を伏せた状態で俳句を査定。査定後のスタジオ収録で作者名が明かされると、俳句の表現に慣れていない作者が表現したかったことを確認したうえで、添削を通じて確認内容に沿った表現を提案している。その一方で、自作の俳句を披露する際には、あえて自分で解説せずに鑑賞者の解釈に委ねている。
ちなみに、『プレバト!!』の「俳句の才能査定ランキング」では、Kis-My-Ft2メンバーの横尾渉・千賀健永・北山宏光・二階堂高嗣・宮田俊哉が作った兼題作品を定期的に査定。横尾と千賀の作品を、とりわけ高く評価している。その縁で、横尾と千賀から曲の作詞を依頼され、自身の俳句を別の人に選句して並べてもらうという形で「王国の蝶」（横尾と千賀によるユニット曲）の作詞に参加している。
さらに、自身の執筆による「俳句の世界」が、三省堂の令和3年（2021年）度版中学校3年生向け教科書『現代の国語3』に教材として採用されている。
毎日放送が1983年から毎年12月の第1日曜日に大阪城ホールで開催している「サントリー1万人の第九」では、2016年開催の第34回公演で、「1万人の第九特別合唱団」への参加者全員から募集した俳句の選定を担当。選定した句が、公演のパンフレットに掲載された。新型コロナウイルスへの感染拡大を背景にインターネット向けのライブ配信コンサートとして無観客で開催された2020年の第38回公演では、同局が制作する『プレバト!!』の出演者を代表して、梅沢富美男と共に「奇跡の『第4楽章』リモート合唱企画」（ベートーヴェン「交響曲第9番」第4楽章の歌唱動画投稿企画）に参加。投稿した動画が、大阪城ホール内に特設された大型スクリーンで公演中に放映された。

## 人物・家族
生家では、明治時代から特定郵便局を開設。夏井の幼少期まで局長を務めていた祖父は、近隣の家庭で子どもが生まれるたびに子どもへの命名を託されるほどの名士であった。夏井自身も、俳号の「いつき」の由来である本名の「伊月」を祖父から付けられた。
母校の宇和島東高校へは、生家からバスで片道2時間ほどかけて通っていたという。
学生時代はバレーボールの選手で、現在のリベロに相当するポジションに就いていた。中学校の教師時代にも、地元の教員チームに参加している。ちなみに、教師時代には、教え子やバレーボール仲間から「原田知世に似ている」と言われたという。
中学校の教師だった25歳の時に、教師仲間の男性と結婚。教師の仕事に愛着を持ちながら、結婚後に1男1女の2人の子どもを授かった。しかし、30歳の頃に舅が他界。その影響で体調を崩した姑を、松山市内にある夫の実家で介護する必要に迫られたことから、やむなく教職を辞した。退職の際には、当時の教え子に対して、「これから俳人になる」と約束したという。
さらに、俳人としての活動を始めてから10年後（40歳の時）に、実母が脳腫瘍を発症。俳人としての活動だけで生計を立てることがままならない状況で、姑と実母の介護に疲弊したことから、前夫とそれぞれの親を介護することにし、2人の実子は夏井が引き取るという条件で離婚。ちなみに、俳号の名字に用いている「夏井」とは、前夫の名字から採られた。。
離婚後は、「（俳句と関連のない案件や、俳句の広報につながらない案件を除いて）依頼された仕事はすべて引き受ける」というスタンスで、俳人としての活動に没頭。「俳人になる」という前述の約束を守るべく、あえて教職へ復帰せず、「次の仕事につなげたい」との一心で話術を磨いた。句会などの活動を通じて知り合った縁から、家庭にトラブルを抱える複数の児童を、保護者の了承を得たうえで「御幸（みゆき）ハウス」と称して自宅に無償で住まわせたことがある。
また、俳人仲間と共同で有限会社マルコボ.コムを設立。夏井自身は、「（再婚相手の加根を含めた）夫婦2人の終活会社」として株式会社夏井&カンパニーを設立したことを機に退社している。
現夫の加根は、夏井より8歳年上で、かつて博報堂の関西支社に勤務。CMプロデューサーとして、「マロニーちゃん」（中村玉緒が出演するマロニーのテレビCMシリーズ）などを手掛けていた。夏井が46歳だった2003年（平成15年）に、インターネット上で配信する番組への出演を夏井へ依頼。出演自体は諸般の事情で実現しなかったが、かねてから趣味で俳句を詠んできたこともあって、夏井との交際を始めた。その後は、関西支社のある大阪から松山を訪れるたびに、夏井の自宅で実子などの面倒を見ていたという。夏井自身は生活苦などを理由に再婚を渋っていたが、49歳だった2006年（平成18年）に、「（自分は50代の後半で）歳を取っているけど、結婚しましょう」という加根からのプロポーズをきっかけに再婚。加根は、後に博報堂を定年で退職すると、松山市内で夏井との同居を始めた。現在は、フリーランスの立場で、映像プロデューサーとしての活動を継続。その一方で、夏井の仕事先にマネジャーとして同行するなど、公私にわたって夏井を支えている。2014年には、株式会社夏井&カンパニーを設立するとともに、代表取締役へ就任した。
妹はチェリストのナサニエル・ローゼンと結婚している。
2017年度（平成29年度）から、帝塚山学院大学リベラル・アーツ学部の客員教授として教職に復帰。就任後は、俳人として活動するかたわら、俳句の集中講義を担当している。
和服を着るのは『プレバト!!』の収録や関連イベントへ出演する場合のみで、他の番組（『NHK俳句』など）には洋装で出演している。夏井によれば、「『プレバト』の和装はコスプレのようなもので、普段は洋服しか着ない」という。

## 受賞歴
- 1994年（平成6年）- 第8回俳壇賞
- 2000年（平成12年）- 第5回中新田俳句大賞
- 2005年（平成17年）- NHK四国ふれあい文化賞
- 2018年（平成30年）‐ 第44回放送文化基金賞（個人）
- 2021年（令和3年）- NHK放送文化賞
- 2021年（令和3年）- 第4回種田山頭火賞
- 2023年（令和5年） - 文化庁長官表彰[33]

## 作品リスト
- それ行けミーハー吟行隊（1999年4月 創風社出版）
- 伊月集（1999年9月 本阿弥書店） - 第1句集
- 子供たちはいかにして俳句と出会ったか（2000年10月 創風社出版）
- 絶滅寸前季語辞典（2001年8月 東京堂出版 / 2010年8月 ちくま文庫）
- 森になった街 写真と俳句でつづる別子銅山（2002年3月 新居浜市観光協会）
- 続 絶滅寸前季語辞典（2003年10月 東京堂出版）
- うみいづ 俳句と写真でつづる内海村（2004年1月 内海村）
- 夏井いつきのスパイシーママ（2005年8月 愛媛新聞社）
- 100年俳句計画（2007年8月 そうえん社）
- 句集 伊月集 梟（2006年9月 マルコボ．コム） - 第2句集
- 子規365日（2008年8月 朝日新書）
- 折々のギャ句辞典（2010年12月 創風社出版）
- 俳句の授業ができる本（2011年1月 三省堂 共著/日本俳句教育研究会 三浦和尚）
- 絶滅危急季語辞典（2011年8月 ちくま文庫）
- 超辛口先生の赤ペン俳句教室（2014年12月 朝日出版社）
- 句集 伊月集 龍（2015年6月 朝日出版社）
- 夏井いつきの美しき、季節と日本語（2015年10月 ワニブックス）
- 夏井いつきの超カンタン! 俳句塾（2016年7月 世界文化社）
- 2017年版 夏井いつきの365日季語手帖（2017年1月 マルコボ.コム）
- 2択で学ぶ赤ペン俳句教室（2017年10月 ヨシモトブックス）
- 寝る前に読む一句、二句。－クスリと笑える、17音の物語（2017年10月 ワニブックス 共著/ローゼン千津）
- 2018年版 夏井いつきの365日季語手帖（2017年12月 株式会社レゾンクリエイト）
- 夏井いつきの「雪」の歳時記（2017年12月 世界文化社）
- 夏井いつきの「花」の歳時記（2018年3月 世界文化社）
- 夏井いつきの「時鳥」の歳時記（2018年6月 世界文化社）
- まいにち作ろう！夏井いつきのいちばんやさしい俳句日めくり（2018年8月 PHP研究所）
- 夏井いつきの「月」の歳時記（2018年9月 世界文化社）
- NHK俳句 夏井いつきの季語道場（2018年9月 NHK出版）
- 「型」で学ぶはじめての俳句ドリル（2018年9月 祥伝社 共著/岸本尚毅）
- 夏井いつきのおウチde俳句（2018年11月 朝日出版社）
- 夏井いつきの俳句ことはじめ 俳句をはじめる前に聞きたい40のこと（2019年1月 ナツメ社）
- 2019年版 夏井いつきの365日季語手帖（2019年1月 株式会社レゾンクリエイト）
- 2020年版 夏井いつきの365日季語手帖（2019年12月 株式会社レゾンクリエイト）
- 夏井いつきの日々是「肯」日（2020年5月 清流出版）
- 子規を「ギャ句゛」る 名句をひねると「ギャ句゛」になりました（2020年7月 光文社）
- 句集　伊月集　梟（再販）（2020年9月 朝日出版社）
- 2021年版 夏井いつきの365日季語手帖（2020年12月 株式会社レゾンクリエイト）
- ひらめく！作れる！俳句ドリル（2021年6月 祥伝社）
- NHK俳句 夏井いつきの俳句道場（2021年6月 NHK出版）
- 食卓で読む一句、二句。ーお腹がぐぅ～と鳴る、17音の物語ー（2021年6月 ワニブックス）
- 夏井いつきの世界一わかりやすい俳句鑑賞の授業（2021年 PHP研究所） ISBN  978-4569850863
- 2022年版 夏井いつきの365日季語手帖（2021年12月 株式会社レゾンクリエイト）
- 句集 伊月集 鶴（2022年1月 朝日出版社）
- おウチde俳句くらぶ 作品集2021（2022年2月 朝日出版社）
- 夏井いつき、俳句を旅する（2022年4月1日 悟空出版）
- 夏井いつきの「今日から一句」ーだれでも最初は“チーム裾野”（2022年7月22日 第三文明社）
- 瓢箪から人生（2022年8月1日 小学館）
- 2023年版 夏井いつきの365日季語手帖（2022年12月23日 レゾンクリエイト）
  - よもだ俳人子規の艶（2023年9月13日 朝日新聞出版）
  - 夏井いつきと深める 季節のことば辞典（2023年12月7日 Gakken）
  - 2024年版 夏井いつきの365日季語手帖（2023年12月25日 レゾンクリエイト）

### カレンダー
- 夏井いつきの俳句と味わう四季の日本風景（2021年9月 インプレス）
- 夏井いつき 四季を愉しむ風景ーはじめての俳句と暦ー（2022年9月14日 インプレス）
- 夏井いつき 四季を愉しむ風景（2023年9月14日 インプレス）

### 作詞
- 横尾渉・千賀健永（Kis-My-Ft2）「王国の蝶」（アルバム『To-y2』〈通常盤〉収録）

## Web
- ハタチ〜オトナビトプロジェクト〜 （2021年1月8日[34]）

## メディア出演

### テレビ番組
- 天才てれびくんシリーズ（NHK教育） - 1999年度に「俳句道場」、2006年度に「天てれミッション」へ出演。
- プレバト!!（毎日放送・TBSテレビ系列全国ネット） - 「俳句の才能査定ランキング」査定員
- 四国 おひるのクローバー（NHK松山放送局、火曜日コーナー「ムービー俳句」）
- NHK俳句（NHK Eテレ）
  - 2016年度・2017年度（第3週選者）
  - 2023年度（第1週選者）[35]
- サワコの朝（2016年11月26日、毎日放送）- ゲスト
- あさイチ（2018年6月28日、NHK総合）- 9時台ゲスト
- 俳句王国がゆく（2018年7月15日、NHK Eテレ） - 主宰
- サイエンスZERO特別編　575でカガク!（2018年8月19日・26日、NHK Eテレ）
- ごごナマ（2018年9月18日、NHK総合） - 「17音に人生をかけて」というテーマで、13時台にゲストで出演。
- インタビューここから（2018年12月24日、NHK総合） - 松山市立余土中学校や「伊月庵」でインタビューを収録した関係で、同市出身の首藤奈知子（収録の時点ではNHK松山放送局アナウンサー）がインタビュアーとして同行。
- 第69回NHK紅白歌合戦（2018年12月31日、NHK総合・ラジオ第1） - ゲスト審査員
- 夏井いつきのよみ旅!「俳句から ある人生が見えてくる」（2019年8月15日、NHK Eテレ）
- 沼にハマってきいてみた「夏井いつき生出演“俳句沼”17音にかける青春」（2019年9月2日、NHK総合）
- 夏井いつき 俳句の種をまく（2019年12月30日、NHK Eテレ）ナレーション：吉岡秀隆
- ギュッと!四国（2020年度 - 2023年度、NHK総合） - ウィークリーゲスト（夏井いつきの俳句道場がある場合を中心に不定期出演。降板後は内容をそのままに家藤正人が引き継いでいる。）
- 徹子の部屋（2020年11月10日、テレビ朝日） - ゲスト
- プロフェッショナル 仕事の流儀「17音、言葉の力を信じて～俳人・夏井いつき～」（2021年12月7日、NHK総合） -  松山市内の自宅、解体を予定している生家、「伊月庵」、『プレバト!!』を収録中のスタジオなどへ密着取材。取材中のスタッフが声を掛けないことを条件に、自身の意向で、句作の現場を初めてメディアに公開した。

### ラジオ番組
- 夏井いつきの一句一遊（南海放送、2001年7月 - ）パーソナリティ
- ラジオビバリー昼ズ（ニッポン放送、2017年5月17日）トークコーナー「これが流行最前線だ 昇太のなんでも番付」ゲスト

### テレビCM
- 小林製薬「ケシミン」（2018年11月） - 「シミに一句キャンペーン」俳句部門の審査員を務める関係で、同キャンペーンの告知CMにのみ登場。小林製薬がスポンサーに名を連ねていた2018年11月の『プレバト!!』では、「俳句の才能査定ランキング」の合間に放送されていた。